# Tanypus lucidus
Tanypus lucidus är en tvåvingeart som beskrevs av Chaudhuri, Das och Debnath 1985. Tanypus lucidus ingår i släktet Tanypus och familjen fjädermyggor. Inga underarter finns listade i Catalogue of Life.